# Acura ADX
Acura ADX — компактный люксовый кроссовер, выпускающийся с 2025 года подразделением Acura компании Honda.

## Описание
Acura ADX дебютировал в ноябре 2024 года. Серийное производство началось в 2025 году. Автомобиль базируется на платформе Honda Architecture, на которой также базируются Integra, Civic и ZR-V/HR-V.
ADX — первая модель Acura, собранная за пределами США и Японии. В отличие от других американских моделей Acura, ADX производится в Мексике на заводе компании Honda в Селае, штат Гуанахуато, параллельно с Honda HR-V для североамериканского рынка.

## Технические характеристики
Acura ADX приводится в движение 1,5-литровым турбодвигателем L15BE I4 мощностью 190 л. с. при 6000 об/мин и крутящим моментом 179 фунт-фут при 1700—5000 об/мин. Коробка передач — вариатор. Опциональная система полного привода может передавать более 50% крутящего момента на задние колёса.